# 알렉산드르 볼로딘 (극작가)
알렉산드르 볼로딘(Aleksandr Volodin, 러시아어: Алекса́ндр Моисе́евич Воло́дин, 1919년 2월 10일 ~ 2001년 12월 17일)은 러시아의 극작가다.
1956년에 희곡 <공장의 처녀>를 발표, 그 후 <오야(五夜)> <손님일 때, 집에 있을 때> <우리집 누님> <임명(任命) 등의 희곡을 썼다. 경묘한 회화와 줄거리, 엉뚱한 진전을 갖는 청신한 수법으로, 생활이나 교양이 그리 높지 않은 평범한 시민의 애환 속에서 낡은 인습이나 편견, 속물적인 사물의 관찰태도나 심리에 저항하는 청년들을 묘사하고, 그들의 어쩔 수 없는 범속한 성격이나 행동 뒤에 숨어 있는 내면적인 아름다움을 분명히 하는 일이 일관된 그의 사상이다. 사회에 있어서의 평범인의 사명과 역할이라는 작자의 철학적 사색이, 풍부한 정서와 함께 섞이어 조용한 작은 세계를 만들어 내고 있는 것이 그의 특질이라고 할 수 있다.

## 참고 자료
- 이 문서에는 다음커뮤니케이션(현 카카오)에서 GFDL 또는 CC-SA 라이선스로 배포한 글로벌 세계대백과사전의 내용을 기초로 작성된 글이 포함되어 있습니다.